# Jefferson Airplane Takes Off
| Recensione                        | Giudizio        |
| --------------------------------- | --------------- |
| AllMusic                          | [ 1 ]           |
| Debaser                           | [ 2 ]           |
| The New Rolling Stone Album Guide | [ 3 ]           |
| Sputnikmusic                      | 4.0 (Excellent) |
| Piero Scaruffi                    | [ 5 ]           |
| Ondarock                          | [ 6 ]           |
| Dizionario del Pop-Rock           | [ 7 ]           |
| 24.000 dischi                     | [ 8 ]           |

Jefferson Airplane Takes Off è il primo album in studio dei Jefferson Airplane pubblicato dalla RCA Victor nel settembre del 1966.

## Storia
Verso la fine del 1965 il gruppo aveva attirato l'attenzione di diverse etichette discografiche avendo raggiunto una relativa popolarità presso il pubblico di San Francisco; oltre a questo, la loro reputazione crebbe ulteriormente quando Ralph J. Gleason del San Francisco Chronicle scrisse di loro favorevolmente sottolineando che: «Non so per chi registreranno, ma lo faranno». Il bassista Bob Harvey ricordò che «Dopo che Ralph Gleason scrisse quell'articolo ci fu un pandemonio. Non avrei mai creduto che un articolo di una colonna di giornale potesse avere quel tipo di effetto finché non l'ho visto accadere».
Sotto la guida del manager Matthew Katz, il gruppo rifiutò le offerte di Capitol, Valiant, Fantasy, Elektra e London per cercare un contratto con la Columbia Records la quale però rifiutò il gruppo dopo aver ascoltato una registrazione demo.
Rod McKuen dalle RCA Victor presentò il manager Katz al manager A&R dell'etichetta Neely Plumb, che mandò Al Schmitt a San Francisco per ascoltare la band. Schmitt era soddisfatto del gruppo e presto Plumb e Katz iniziarono a negoziare un contratto. L'accordo si consolidò quando la RCA offrì un anticipo allora inaudito di 25.000 dollari, cinque volte di più di quello offerto da Capitol; la band firmò con la RCA il 15 novembre 1965.
L'album fu prodotto da Tommy Oliver e progettato da Dave Hassinger. Oliver aveva precedentemente lavorato con vari cantanti pop mainstream come Doris Day mentre Hassinger fu specificamente richiesto dalla band per via del suo lavoro sulla canzone (I Can't Get No) Satisfaction dei Rolling Stones.
Le sessioni di registrazione iniziarono il 16 dicembre 1965; le prime canzoni ad essere registrate furono Runnin' 'Round This World e It's Alright, nessuna delle quali apparve poi nel disco. La band continuò a registrare fino al 18 dicembre prima di tornare a San Francisco per le festività natalizie; ripreso le registrazioni dal 19 al 28 febbraio 1966 e dal 16 al 21 marzo registrando complessivamente 14 brani.
Poco prima della pubblicazione dell'album, la RCA chiese alla band di tornare in studio per cambiare i testi di due brani, Let Me In e Run Around in quanto i dirigenti dell'etichetta erano preoccupati per le allusioni sessuali e alla droga. La versione originale di Let Me In includeva il verso «Oh, lasciami entrare, voglio essere lì / Devo entrare, sai dove», che venne sostituito con «Oh, lasciami entrare. Fammi entrare, voglio essere lì / Chiudi la porta, ora non è giusto». Nella stessa canzone, la frase «Non dirmi che vuoi soldi» venne cambiata in «Non dirmi che è così divertente»; allo stesso modo, la versione originale di Run Around conteneva la frase «Accecato dai colori che lampeggiano dai fiori che ondeggiano mentre giaci sotto di me» la quale venne cambiata in «Quell'oscillazione mentre stai qui vicino a me».
Oltre a questi cambiamenti nei testi, l'etichetta decise anche che il brano Runnin' 'Round This World, che includeva il verso "Le notti che ho passato con te sono stati viaggi fantastici", sarebbe stato completamente rimosso dall'album, nonostante fosse stato già pubblicato mesi prima come lato B del singolo It's No Secret. La band cercò di evitarlo sostituendo la parola trips (viaggio) con un arpeggio di chitarra, ma alla fine la canzone venne esclusa dalla versione finale del disco.
Questi cambiamenti dell'ultimo minuto causarono complicazioni con la stampa dell'album. Originariamente dovevano essere rilasciate una versione stereo e una versione mono del disco, come era lo standard all'epoca ma vennero invece prodotte diverse varianti dell'album: la prima stampa conteneva le 12 tracce originali inalterate; la seconda stampa aveva 11 tracce, omettendo Runnin' 'Round This World, e fu prodotta solo in mono; la terza ristampa, contenente i testi modificati, furono le copie più comuni emesse e vendute dal 1966 in poi.

## Tracce
Lato A
1. Blues from an Airplane – 2:10 (Marty Balin, Alex Spence) – Registrato il 18 marzo 1966
2. Let Me In – 2:55 (Marty Balin, Paul Kantner) – Registrato il 16 marzo 1966
3. Bringing Me Down – 2:22 (Marty Balin, Paul Kantner) – Registrato il 21 febbraio 1966
4. It's No Secret – 2:37 (Marty Balin) – Registrato il 18 dicembre 1965
5. Tobacco Road – 3:26 (Clay Warnick[19]) – Registrato il 25 febbraio 1966

Lato B
1. Come Up the Years – 2:30 (Marty Balin, Paul Kantner) – Registrato il 15 marzo 1966
2. Run Around – 2:35 (Marty Balin, Paul Kantner) – Registrato il 21 marzo 1966
3. Let's Get Together – 2:32 (Chet Powers) – Registrato il 26 febbraio 1966
4. Don't Slip Away – 2:31 (Marty Balin, Alex Spence) – Registrato il 28 febbraio 1966
5. Chauffeur Blues – 2:25 (Lester Melrose) – Registrato il 25 febbraio 1966
6. And I Like It – 3:16 (Marty Balin, Jorma Kaukonen) – Registrato il 19 febbraio 1966[20]

Edizione CD del 2003, pubblicato dalla RCA/BMG Heritage Records (82876 50352 2)
1. Blues from an Airplane – 2:10 (Marty Balin, Alex Spence)
2. Let Me In – 2:56 (Marty Balin, Paul Kantner)
3. Bringing Me Down – 2:22 (Marty Balin, Paul Kantner)
4. It's No Secret – 2:37 (Marty Balin)
5. Tobacco Road – 3:27 (John D. Loudermilk)
6. Come Up the Years – 2:30 (Marty Balin, Paul Kantner)
7. Run Around – 2:36 (Marty Balin, Paul Kantner)
8. Let's Get Together – 3:34 (Chet Powers)
9. Don't Slip Away – 2:31 (Marty Balin, Alex Spence)
10. Chauffeur Blues – 2:25 (Lester Melrose)
11. And I Like It – 3:15 (Marty Balin, Jorma Kaukonen)
12. Runnin' 'Round This World – 2:22 (Marty Balin, Paul Kantner) – Traccia bonus - Versione mono singolo non censurata, registrazione del 16 dicembre 1965
13. High Flying Bird – 2:32 (Billy Wheeler) – Traccia bonus - Registrazione del il 18 dicembre 1965
14. It's Alright – 2:14 (Paul Kantner, Alex Spence) – Traccia bonus - Registrazione del 16 dicembre 1965
15. Go to her – 4:06 (Paul Kantner, Irving Estes) – Traccia bonus - Registrazione del 21 luglio 1966
16. Let Me In – 3:28 (Marty Balin, Paul Kantner) – Traccia bonus - Versione originale non censurata, registrazione del 26 febbraio 1966
17. Run Around – 2:32 (Marty Balin, Paul Kantner) – Traccia bonus - Versione mono originale non censurata, registrazione del 26 febbraio 1966
18. Chauffeur Blues – 2:46 (Lester Melrose) – Traccia bonus - Versione alternativa inedita, registrazione del 20 luglio 1966
19. And I Like It – 8:16 (Marty Balin, Jorma Kaukonen) – Traccia bonus - Versione alternativa inedita, registrazione del 20 luglio 1966

- Subito dopo And I Like It inizia un brano riconoscibile come una versione strumentale di Blues from an Airplane (Marty Balin, Alex Spence, durata: 2:10) non accreditata nelle note di copertina

## Formazione
- Signe Toly Anderson — voce, percussioni
- Marty Balin — voce, chitarra ritmica
- Jack Casady — basso
- Paul Kantner — chitarra ritmica, voce
- Jorma Kaukonen — chitarra solista
- Skip Spence — batteria
- Spencer Dryden — batteria in Go to Her e nelle versioni alternative di And I Like It e Chauffeur Blues[22][23]

Crediti
- Tommy Oliver, Matthew Katz — produttori
- Dave Hessinger — ingegnere del suono
- Registrato al RCA Victor's Music Center of the World, Hollywood, California

## Classifica
| Anno | Classifica    | Posizione raggiunta |
| ---- | ------------- | ------------------- |
| 1966 | Billboard 200 | 128                 |